# Decetia unilineata
Decetia unilineata är en fjärilsart som beskrevs av Walker 1866. Decetia unilineata ingår i släktet Decetia och familjen Uraniidae. Inga underarter finns listade i Catalogue of Life.